# Jugoszláv dinár

## Története
A jugoszláv dinár legelső bemutatkozásakor a jugoszláv korona helyébe lépett, 1 dinár = 4 korona arányban váltotta az átmeneti pénzt. 1941-ben Jugoszláviát felosztották a tengelyhatalmak, a dinár egyedül Szerbia területén maradt fizetőeszköz. Az ország 1944-es újraalakulásakor ismét a dinár lett a fizetőeszköz, 1 jugoszláv dinár = 20 szerb dinár = 40 horvát kuna arányban került forgalomba és többszöri pénzreform és az elfogadási terület fokozatos csökkenése mellett jugoszláv dinár néven egészen 2003-ig létezett. Összesen öt pénzreformot hajtottak végre, melyeket a következő táblázat foglal össze:
| Dátum            | Átváltási arány                      |
| ---------------- | ------------------------------------ |
| 1965.            | 100                                  |
| 1990.            | 10 000                               |
| 1992. július     | 10                                   |
| 1993. október 1. | 1 000                                |
| 1994. január 1.  | 1 000                                |
| 1994. január 24. | 13 millió 1 új dinár = 1 német márka |

Az 1990-es évek elején a dinár a történelem egyik legsúlyosabb hiperinflációján ment keresztül olykor elérve a napi 100%-os inflációt is. 1994 januárjában kétszer is volt pénzreform, de másodszorra már nem az előző dinár, hanem egy német márka értékében határozták meg az átváltási arányt. Bár az 1994. január 24-én bevezetett új dinár árfolyamát nem sikerült tartósan a német márkához rögzíteni, újabb hiperinflációra már nem került sor a jugoszláv dinár történetében. Mindent egybe vetve 1 új dinár 1·1027 ~ 1.3·1027 1990 előtti dinárt (YUD) ért. 2000-ben az új szót is elhagyták a pénz nevéből, és egy teljesen új bankjegy sorozatot adtak ki. Végül 2003-ban az utolsó Jugoszláviaként ismert állam is megszűnt, vele együtt a jugoszláv dinár is.
Jugoszlávia 90-es évek elején megindult felbomlásával az újonnan létrejövő államok fokozatosan hagytak fel a dinár használatával és vezettek be önálló valutákat. Először Szlovénia, majd Horvátország, Észak-Macedónia és Bosznia-Hercegovina vezetett be új pénzt. A Horvátország és Bosznia-Hercegovina területén kialakult rövid életű szerb enklávék (Krajinai Szerb Köztársaság, Boszniai Szerb Köztársaság) is adtak ki dinárt, ezeknek a jugoszláv dinárral együtt és a pénzreformoknak megfelelően változott az értéke. Montenegró még jóval a Szerbiával való szövetség felmondása előtt, 1999-ben cserélte le a dinárt a német márkára, ezek november 6-13 között együtt forogtak, 13-tól viszont a márka lett az egyedüli fizetőeszköz. Utolsóként Szerbia hagyott fel a jugoszláv dinár használatával, 2003-tól az addig használt pénzeket változatlan külsővel szerb dinárként hozta forgalomba. A következő táblázat az új valuták forgalomba hozatalát foglalja össze (az átváltási arány az új valuta értékét mutatja az éppen aktuális jugoszláv dinárban):
| Utódállam           | Új valuta                       | Forgalomba hozatal dátuma                                | Átváltási arány |
| ------------------- | ------------------------------- | -------------------------------------------------------- | --------------- |
| Szlovénia           | tolár, majd euró                | 1991. október 8. és 2007. január 1.                      | 1               |
| Horvátország        | dinár, majd kuna, majd euró     | 1991. december 23. és 1994. június 1. és 2023. január 1. | 1               |
| Észak-Macedónia     | dénár                           | 1992. április 26.                                        | 1               |
| Bosznia-Hercegovina | dénár, majd konvertibilis márka | 1992. július. és 1998. június 22.                        | 10              |
| Montenegró          | német márka, majd euró          | 1999. november 6. és 2002. január 1.                     | napi árfolyam   |
| Koszovó             | német márka, majd euró          | 1999. november 6. és 2002. január 1.                     | napi árfolyam   |
| Szerbia             | dinár                           | 2003.                                                    | 1               |